# Deuce (groupe)
Pour les articles homonymes, voir Deuce.
Deuce est un groupe d'eurodance britannique.

## Histoire
Le groupe est formé en 1994 par Tom Watkins, le manager des Pet Shop Boys, 2wo Third3, Bros et East 17 ; Kelly O'Keefe travaille pour son label. Il remarque ses qualités artistiques et décide de créer un groupe mixte avec elle. O'Keefe a étudié la musique à la BRIT School et recrute sa camarade Lisa Armstrong, une danseuse. Watkins découvre et recrute Craig Robert Young et Paul Holmes.
Le premier single Call It Love entre dans l'UK Singles Chart en 1995 et grimpe jusqu'à la 11e place. Le suivant I Need You participe au concours de sélection du Royaume-Uni pour le Concours Eurovision de la chanson 1995 qui prend la troisième place ; le single a la 10e place lors de sa sortie en avril 1995. Un autre single, On the Bible, est treizième en août et l'album On the Loose! est classé numéro 18 dans le UK Albums Chart. Un quatrième single, Let's Call It a Day, doit sortir en novembre, mais est annulé après que O'Keefe décide de quitter le groupe, bien qu'une performance de la chanson est diffusée lors de la célébration de 50 ans de la chaîne CITV en décembre 1995.
Le groupe participe au single The Gift of Christmas au profit de Childline à côté de Peter Andre, MN8, Ultimate Kaos, East 17, Dannii Minogue, C.J. Lewis, Boyzone et Michelle Gayle. Deuce chante également dans l'album anniversaire de Coronation Street, interprétant un titre intitulé Life on the Street, en compagnie de l'actrice Sherrie Hewson.
Après le départ de O'Keefe en novembre 1995, le groupe est abandonné par London Records. Un single appelé Rock the Disco devait sortir en 1996 et est annulé ; il est divulgué sur Internet en janvier 2007. Le groupe veut continuer et signe avec le label Love This de Mike Stock. O'Keefe est remplacée par la danseuse Amanda Perkins et un nouveau single intitulé No Surrender est publié en juillet 1996 et se classe à la 29e place. Le groupe part sans Young, en Australie, où On the Bible remporte un succès modéré fin 1996 et est suivi d'un remix dance No Surrender en avril 1997. Craig Young est remplacé par un nouveau membre du nom de Clinton. Peu de temps après, Deuce se sépare, alors qu'une version australienne double CD de leur album britannique On the Loose! est publié, avec No Surrender et un disque de remix contenant un megamix d’une demi-heure.

## Discographie
Album
- 1995 : On the Loose

Singles
- 1995 : Call It Love
- 1995 : I Need You
- 1995 : On the Bible
- 1996 : No Surrender